# Loande
Loande est une petite ville du Togo située dans la Préfecture de Bassar, dans la région de la Kara

## Géographie
Loande est situé à environ 39 km de Kara,

## Vie économique
- Marché paysan tous les jeudis
- Atelier de ferblanterie

## Lieux publics
- École professionnelle